# Penola
Penola è una città dell'Australia Meridionale (Australia); essa si trova 388 chilometri a sud-est di Adelaide. Al censimento del 2016 contava 1.312 abitanti.
Mary MacKillop vi fondò la congregazione delle Suore di San Giuseppe del Sacro Cuore di Gesù.